# West Elmira
West Elmira és una concentració de població designada pel cens dels Estats Units a l'estat de Nova York. Segons el cens del 2000 tenia 5.136 habitants.

## Demografia
Segons el cens del 2000, West Elmira tenia 5.136 habitants, 2.161 habitatges, i 1.504 famílies. La densitat de població era de 658,8 habitants per km².
Dels 2.161 habitatges en un 29,2% hi vivien nens de menys de 18 anys, en un 59,5% hi vivien parelles casades, en un 7,7% dones solteres, i en un 30,4% no eren unitats familiars. En el 27,3% dels habitatges hi vivien persones soles el 15,9% de les quals corresponia a persones de 65 anys o més que vivien soles. El nombre mitjà de persones vivint en cada habitatge era de 2,37 i el nombre mitjà de persones que vivien en cada família era de 2,87.
Per edats la població es repartia de la següent manera: un 23,2% tenia menys de 18 anys, un 5% entre 18 i 24, un 23,4% entre 25 i 44, un 27,9% de 45 a 60 i un 20,7% 65 anys o més.
L'edat mediana era de 44 anys. Per cada 100 dones de 18 o més anys hi havia 82,8 homes.
La renda mediana per habitatge era de 53.577 $ i la renda mediana per família de 66.705 $. Els homes tenien una renda mediana de 40.746 $ mentre que les dones 33.929 $. La renda per capita de la població era de 28.376 $. Entorn del 3,6% de les famílies i el 5,7% de la població estaven per davall del llindar de pobresa.